# Vu Jou
Vu Jou (poenostavljena kitajščina: 吴优; tradicionalna kitajščina: 吳優; pinjin: Wú Yōu), kitajska veslačica, * 27. marec 1984, Džindžou, Liaoning, Ljudska republika Kitajska.
Vu Jou je za Kitajsko nastopila v paru z Gao Julan v dvojcu brez krmarja na Poletnih olimpijskih igrah 2008 v Pekingu in tam osvojila srebrno medaljo.
Za Kitajsko je nastopila že na Poletnih olimpijskih igrah 2004 v Atenah.